# Rhipicephalus theileri
Rhipicephalus theileri är en fästingart som beskrevs av C.L. Bedford och Hewitt 1925. Rhipicephalus theileri ingår i släktet Rhipicephalus och familjen hårda fästingar. Inga underarter finns listade i Catalogue of Life.